# Красильников Геннадій Дмитрович
Краси́льников Геннадій Дмитрович (*7 липня 1928, село Алнаші — †11 травня 1975) — удмуртський державний діяч, письменник-прозаїк, лауреат Державної премії Удмуртії, член Спілки письменників СРСР (1957).

## Біографія
Геннадій Дмитрович народився в селі Алнаші Алнаської волості Можгинського повіту (нині Алнаського району Удмуртії) в селянській родині. У 1945—1946 роки працював літературним співробітником районної газети «Алнаський колгоспник», потім рік служив у лавах Червоної армії, після повернення повернувся на попереднюроботу. Писати почав наприкінці 1940-х років. У 1950 році став працювати літературним працівником газети «Радянська Удмуртія». У 1952—1957 роках навчався у Літературному інституті імені  Горького.

## Творчість
Перша книга письменника — повість «Старий дім» — вийшла у світу 1956 році (в українському перекладі — в 1961 р.). Згодом з'явилися роман «Пустоцвіт» (1962), повість «Залишаюся з тобою» (1960), романів «Пустоцвіт» (1962) та «Початок року» (1965), збірка оповідань «Початок року» (1967) та ін.

## Політична діяльність
Красильников був  [[державна Рада Удмуртської Республіки#Керівники|головою — К. : Дніпро, 1969 —ської АССР]] (20 березня 1963 — 28 березня 1967). 

## Українські переклади
- «Старий дім»: повість. перекл. А. Сенкевич — К. : Держлітвидав, 1961 — 152 с.
- «Наречена»: зб. оповідань. Перекл. Борис Попель; худож. Б. Жеребцов — К. : Дніпро, 1969 — 61 с.